# Campeonato Mundial de Atletismo em Pista Coberta de 2024 - 3000 m masculino
A prova dos 3000 metros masculino do Campeonato Mundial de Atletismo em Pista Coberta de 2024 ocorreu no dia 2 de março na Arena Commonwealth, em Glasgow, no Reino Unido.

## Recordes
Antes desta competição, os recordes mundiais e do campeonato nesta prova eram os seguintes:
|                       | Nome               | Nacionalidade | Tempo     | Local  | Data                    |
| --------------------- | ------------------ | ------------- | --------- | ------ | ----------------------- |
| Recorde mundial       | Lamecha Girma      | Etiópia       | 7m 23s 81 | Liévin | 15 de fevereiro de 2023 |
| Recorde do campeonato | Haile Gebrselassie | Etiópia       | 7m 34s 71 | Paris  | 9 de março de 1997      |

## Medalhistas
| Ouro            | Prata              | Bronze               |
| Josh Kerr (GBR) | Yared Nuguse (USA) | Selemon Barega (ETH) |

## Cronograma
Todos os horários são locais (UTC+0).
| Data       | Hora  | Evento |
| ---------- | ----- | ------ |
| 2 de março | 20:42 | Final  |

## Resultado final
A final ocorreu dia 2 de março às 20:42.
| Posição           | Atleta                 | Nacionalidade  | Tempo   | Notas                |
| ----------------- | ---------------------- | -------------- | ------- | -------------------- |
| Medalha de ouro   | Josh Kerr              | Grã-Bretanha   | 7:42.98 |                      |
| Medalha de prata  | Yared Nuguse           | Estados Unidos | 7:43.59 |                      |
| Medalha de bronze | Selemon Barega         | Etiópia        | 7:43.64 |                      |
| 4                 | Getnet Wale            | Etiópia        | 7:44.77 |                      |
| 5                 | Olin Hacker            | Estados Unidos | 7:45.40 | Recorde da temporada |
| 6                 | Adel Mechaal           | Espanha        | 7:45.67 |                      |
| 7                 | Pietro Arese           | Itália         | 7:46.46 |                      |
| 8                 | John Heymans           | Bélgica        | 7:48.18 |                      |
| 9                 | Mohamed Ismail Ibrahim | Djibuti        | 7:50.05 | Recorde pessoal      |
| 10                | Hicham Akankam         | Marrocos       | 7:55.04 |                      |
| 11                | Federico Riva          | Itália         | 8:02.66 |                      |
| 12                | Mohammad Karim Yaqoot  | Afeganistão    | 9:37.10 | Recorde da temporada |

Legenda
| Recorde mundial       | Recorde mundial (World record)               |                       | Recorde africano                      | Recorde africano (African) |                                           | Q | Classificado por posição (Qualified) |
| Recorde do campeonato | Recorde do campeonato (Championship record)  | Recorde da América    | Recorde da América (Americas)         | q                          | Classificado por melhor tempo (Qualified) |   |                                      |
| Melhor marca do ano   | Melhor marca do ano (World leading)          | Recorde asiático      | Recorde asiático (Asian)              | DNS                        | Não largou (Did not start)                |   |                                      |
| Recorde nacional      | Recorde nacional (National record)           | Recorde europeu       | Recorde europeu (European)            | DNF                        | Não terminou (Did not finish)             |   |                                      |
| Recorde pessoal       | Recorde pessoal do atleta (Personal best)    | Recorde da Oceania    | Recorde da Oceania (Oceania)          | DSQ / DQ                   | Desclassificado (Disqualified)            |   |                                      |
| Recorde da temporada  | Recorde da temporada do atleta (Season best) | Recorde sul-americano | Recorde sul-americano (South America) | NM                         | Sem marca (No mark)                       |   |                                      |